# Sulcosinus taphrius
Sulcosinus taphrius är en snäckart som först beskrevs av Dall 1891.  Sulcosinus taphrius ingår i släktet Sulcosinus och familjen valthornssnäckor. Inga underarter finns listade i Catalogue of Life.